# Остров (Рамешковский район)
Остров — деревня в Рамешковском районе Тверской области.

## География
Находится в восточной части Тверской области на расстоянии приблизительно 43 км на юго-восток по прямой от районного центра поселка Рамешки между озерами Белое и Глубокое.

## История
В 1859 году в русской помещичьей деревне Остров было 18 дворов, в 1887 — 19. В советское время работали колхозы им. Челюскина, им. Кирова и «Ильич». В 2001 году в деревне нет постоянных жителей, 12 домов — собственность наследников и дачников. До 2021 входила в сельское поселение Ильгощи Рамешковского района до их упразднения.

## Население
Численность населения: 114 человек (1858 год), 88 (1887), 2 (1989), 1 (русские 100 %) в 2002 году, 1 в 2010.